# Суданский антропологический тип
Суда́нский антропологи́ческий тип (негро-гвинейский антропологический тип) — один из вариантов малой негрской расы. Распространён в Западной Африке, на побережье Гвинейского залива. В названиях этого типа отражаются наименования областей распространения суданских (или гвинейских) популяций — историко-географические регионы Судан и Гвинея.
В классификации Г. Ф. Дебеца суданский тип рассматривается как составная часть суданской малой расы африканской ветви большой негро-австралоидной расы. Наряду с собственно суданским типом (с признаками, приближающимися к признакам нилотского типа) к суданской расе в этой классификации относится также тропический тип (несколько близкий негрилльской расе). В. В. Бунак рассматривал суданский и негро-гвинейский типы как две разных малых расы в составе африканской ветви тропического расового ствола вместе с нилотской, негрильской и бушменской расами.
У представителей суданского типа прослеживается наибольшая выраженность основных негроидных признаков. К ним относятся:
- очень тёмная кожа, имеющая, как правило, шоколадный оттенок;
- чёрный цвет радужки глаз;
- сильнокурчавые чёрные волосы;
- очень толстые губы;
- сильное выступание лица в вертикальной плоскости (прогнатизм);
- распространение долихокефалии;
- широкое лицо с большим межглазничным пространством;
- широкая форма носа с вогнутым уплощённым переносьем;
- преимущественно средний рост.

Среди популяций суданского антропологического типа выделяются лесные группы, отличающиеся от остальных суданцев более коренастым телосложением и несколько меньшей длиной тела.
По мнению С. В. Дробышевского, говорить о выделении суданского и других антропологических типов негрской расы можно с некоторой долей условности, поскольку популяции на территории распространения указанной расы плохо изучены и, соответственно, нет достаточных описаний того или иного негроидного варианта.
Согласно генетическим исследованиям последнего времени, установлено исключительное положение западноафриканских популяций внутри негрской расы. По некоторым показателям представители населения Западной Африки отличаются от остальных негроидов так же, как пигмеи или койсаноиды.